# Enrutamiento estático
El enrutamiento estático es una forma de enrutamiento que ocurre cuando un enrutador utiliza una entrada de enrutamiento configurada manualmente, en lugar de información del tráfico de enrutamiento dinámico.  En muchos casos, un administrador de red configura manualmente las rutas estáticas agregando entradas en una tabla de enrutamiento, aunque puede que este no sea siempre el caso.  A diferencia del enrutamiento dinámico, las rutas estáticas son fijas y no cambian si se cambia o reconfigura la red. El enrutamiento estático y el enrutamiento dinámico no se excluyen mutuamente. Tanto el enrutamiento dinámico como el estático se utilizan generalmente en un enrutador para maximizar la eficiencia del enrutamiento y proporcionar copias de seguridad en caso de que no se pueda intercambiar la información del enrutamiento dinámico. El enrutamiento estático también se puede utilizar en redes stub o para proporcionar una puerta de enlace de último recurso .

## Usos
El enrutamiento estático puede tener los siguientes usos:
- El enrutamiento estático se puede utilizar para definir un punto de salida de un enrutador cuando no hay otras rutas disponibles o necesarias. Esto se llama ruta predeterminada .
- El enrutamiento estático se puede utilizar para redes pequeñas que requieren sólo una o dos rutas. Esto suele ser más eficiente ya que no se desperdicia un enlace al intercambiar información de enrutamiento dinámico.
- El enrutamiento estático se utiliza a menudo como complemento del enrutamiento dinámico para proporcionar una copia de seguridad a prueba de fallos si una ruta dinámica no está disponible.
- El enrutamiento estático se utiliza a menudo para ayudar a transferir información de enrutamiento de un protocolo de enrutamiento a otro (redistribución de enrutamiento).

## Ventajas
El enrutamiento estático, si se utiliza sin enrutamiento dinámico, tiene las siguientes ventajas:
- El enrutamiento estático genera muy poca carga en la CPU del enrutador y no produce tráfico hacia otros enrutadores.
- El enrutamiento estático deja al administrador de la red con control total sobre el comportamiento del enrutamiento de la red.
- El enrutamiento estático es muy fácil de configurar en redes pequeñas.

## Desventajas
El enrutamiento estático puede tener algunas desventajas potenciales: 
- Error humano: en muchos casos, las rutas estáticas se configuran manualmente. Esto aumenta la posibilidad de que se produzcan errores de entrada. Los administradores pueden cometer errores y escribir mal la información de la red, o configurar rutas de enrutamiento incorrectas.
- Tolerancia a fallos: el enrutamiento estático no tiene tolerancia a fallos. Esto significa que cuando hay un cambio en la red o se produce una fallo entre dos dispositivos definidos estáticamente, el tráfico no se redirigirá. Como resultado, la red no se puede utilizar hasta que se repare el fallo o un administrador reconfigure manualmente la ruta estática.
- Distancia administrativa: las rutas estáticas suelen tener prioridad sobre las rutas configuradas con un protocolo de enrutamiento dinámico. Esto significa que las rutas estáticas pueden impedir que los protocolos de enrutamiento funcionen según lo previsto. Una solución es modificar manualmente la distancia administrativa . [4]
- Gastos administrativos: las rutas estáticas deben configurarse en cada enrutador de las redes. Esta configuración puede llevar mucho tiempo si hay muchos enrutadores. También significa que la reconfiguración puede ser lenta e ineficiente. Por otro lado, el enrutamiento dinámico propaga automáticamente los cambios de enrutamiento, lo que reduce la necesidad de reconfiguración manual.

## Ejemplo
Para enrutar el tráfico IP destinado a la red 10.10.20.0/24 a través del enrutador de siguiente salto con la dirección IPv4 de 192.168.100.1, se pueden utilizar los siguientes comandos o pasos de configuración:

### linux
En la mayoría de las distribuciones de Linux, se puede agregar una ruta estática usando el comando iproute2 . Lo siguiente se escribe en una terminal: - 
```
root@router:~# 
ip
 
route
 
add
 
10
.10.20.0
 
via
 
192
.168.100.1

```

### cisco
Los enrutadores Cisco de nivel empresarial se pueden configurar mediante la línea de comandos de Cisco IOS, en lugar de una interfaz de administración web.

#### Agregar una ruta estática
Los comandos para agregar una ruta estática son los siguientes: 
```
Router> enable

Router# configure terminal

Router(config)# ip route 10.10.20.0 255.255.255.0 192.168.100.1

```

Las configuraciones de red no están restringidas a una única ruta estática por destino: 
```
Router> enable

Router# configure terminal

Router(config)# ip route 197.164.73.0 255.255.255.0 197.164.72.2

Router(config)# ip route 197.164.74.0 255.255.255.0 197.164.72.2

```

#### Configurar la distancia administrativa
La distancia administrativa se puede (re)configurar manualmente para que la ruta estática se pueda configurar como una ruta de respaldo, para usarse solo si la ruta dinámica no está disponible. 
```
Router(config)# ip route 10.10.20.0 255.255.255.0 exampleRoute 1 254

```

Si establece la distancia administrativa en 254, la ruta se utilizará solo como respaldo.